# 那臘都
那腊都（發音：[nəɹəðù]，1118年—1170年），旧譯那羅多，又譯拿勒胡、那羅都，緬甸蒲甘王朝君主，他於1167年至1170年統治緬甸。他是阿朗悉都的兒子，明辛绍的弟弟。
阿朗悉都晚年和長子明辛绍不和，改以次子那腊都為王儲。1167年，阿朗悉都病重，那腊都謀殺了父王，隨後登上王位。明辛绍聞訊，率軍趕至蒲甘。那腊都讓國師善般他求為其說情，宣稱將讓位給明辛绍。明辛绍相信了這套說辭，孤身前往蒲甘，當晚就被那腊都毒殺。善般他求憤而離職，前往錫蘭，蒲甘百姓也不喜歡那腊都。
那腊都的統治手段是殘暴的，他苛刻地對待蒲甘的僧侶與百姓。後來，他殺害了來自波帝迦耶（Pateikkaya）的妃子，被波帝迦耶首領募死士暗殺。那腊都曾自覺罪孽深重，建造了檀摩衍寺望能贖罪，檀摩衍寺是蒲甘最大的佛寺。

## 圖片

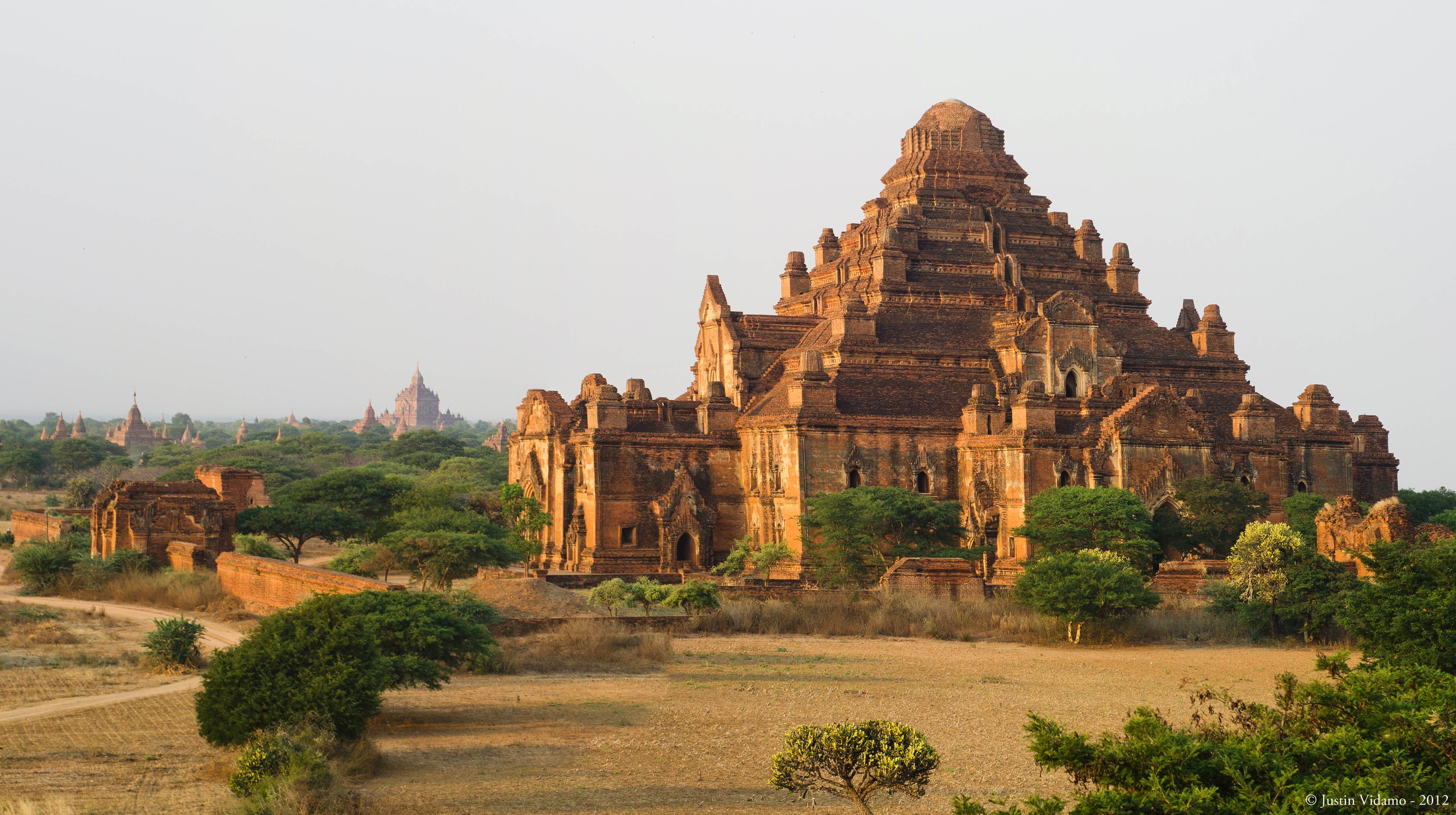
檀摩衍寺